# Metròpoli (França)

Les metròpolis franceses a finals del 2017

Una metròpoli (métropole en francès) és una estructura intercomunal francesa amb fiscalitat pròpia que preveu una important integració de les comunes membres. Les metròpolis van ser creades per llei al gener del 2014.
A gener de 2018, hi havia 19 metròpolis, i 2 metròpolis amb estàtus especial (totes a la França metropolitana). La Metròpoli de Lió és una Col·lectivitat territorial, i no una intercommunitat.

## Llista de Metròpolis
| Nom                                    | Centre              | Creació | Nombre de municipis | Població (2014) |
| -------------------------------------- | ------------------- | ------- | ------------------- | --------------- |
| Metròpoli de Bordeus                   | Bordeus             | 2015    | 28                  | 774.929         |
| Brest Métropole Océane                 | Brest               | 2015    | 8                   | 212.998         |
| Clermont Auvergne Métropole            | Clarmont d'Alvèrnia | 2018    | 21                  | 284.672         |
| Metròpoli de Dijon                     | Dijon               | 2017    | 24                  | 256.113         |
| Strasbourg Eurométropole               | Estrasburg          | 2015    | 33                  | 491.516         |
| Grenoble-Alpes Métropole               | Grenoble            | 2015    | 49                  | 451.752         |
| Métropole Européenne de Lille          | Lilla               | 2015    | 90                  | 1.154.103       |
| Metz Metròpoli                         | Metz                | 2018    | 44                  | 220.696         |
| Montpellier Méditerranée Métropole     | Montpeller          | 2015    | 31                  | 457.760         |
| Metròpoli del Gran Nancy               | Nancy               | 2016    | 20                  | 260.665         |
| Nantes Metròpoli                       | Nantes              | 2015    | 24                  | 636.013         |
| Métropole Nice Côte d'Azur             | Niça                | 2011    | 49                  | 544.977         |
| Orleans Metròpoli                      | Orleans             | 2017    | 22                  | 287.064         |
| Rennes Metròpoli                       | Rennes              | 2015    | 43                  | 444.723         |
| Saint-Étienne Métropole                | Saint-Étienne       | 2018    | 53                  | 401.845         |
| Métropole Rouen Normandie              | Rouen               | 2015    | 71                  | 499.570         |
| Toulouse Métropole                     | Tolosa              | 2015    | 37                  | 760.127         |
| Métropole Toulon-Provence-Méditerranée | Toló                | 2018    | 12                  | 434.409         |
| Tours Métropole Val de Loire           | Tours               | 2017    | 22                  | 299.127         |
| Metròpolis amb estatus especial        |                     |         |                     |                 |
| Metròpoli d'Aix-Marsella-Provença      | Marsella            | 2016    | 92                  | 1.886.842       |
| Metròpoli del Gran París               | París               | 2016    | 131                 | 7.068.810       |